# Dallas Barr
Dallas Barr est l'adaptation en bande dessinée par Marvano du roman de Joe Haldeman, Immortalité à vendre. Cependant les auteurs n'ont repris que les personnages principaux et les idées clés du roman et en ont nettement modifié l'intrigue.

## Histoire
L'aventure débute en 2075. À cette époque, un homme dénommé Julius Stileman a mis au point une cure permettant de bénéficier d'une nouvelle jeunesse.
Mais cette cure n'est efficace que pendant 10 ans et pour pouvoir bénéficier de cette tranche d'immortalité, il faut débourser au minimum un million de livres. Au minimum, car en fait, il faut donner tout ce que l'on possède, après quoi on a dix ans pour essayer d'accumuler 1 million de livres pour s'offrir une nouvelle cure. Tous les coups sont alors permis mais pas de prêt et pas de dons, telle est la règle. Si un patient ne suit pas son traitement décennal, les années qu'il a « volées » le rattrapent très rapidement et il retrouve son âge véritable.
Dallas Barr, cent trente-deux ans, est après Lord Julius Stileman le deuxième homme le plus vieux de la Terre. Malgré son amitié très ancienne avec le patron de la puissante Stileman Enterprise, Dallas ne bénéficie d'aucune faveur pour payer sa cure. De ce fait, il est régulièrement obligé de servir d'homme de mains à son ami afin de pouvoir rester jeune et en vie. Le premier album de la série commence justement dix jours avant la fin de sa sixième cure de rajeunissement. Et il vient de perdre son dernier sou au poker.

## Albums
- Dallas Barr, Dupuis, coll. « Repérages » :

1. Immortalité à vendre, 1996.
2. Le Choix de Maria, 1997.
3. Premier Quartier 1998.
4. Nouvelle Lune, 1999[1].
5. Anna des mille jours, 2000.

- Dallas Barr, Le Lombard, coll. « Polyptyque » :

1. Sarabande, 2005[2].
2. La Dernière Valse, 2005.